# Norregyl
Norregyl är en sjö i Ronneby kommun i Blekinge och ingår i Bräkneåns huvudavrinningsområde. Sjön är 3,3 meter djup, har en yta på 0,026 kvadratkilometer och befinner sig 115 meter över havet.